# أندريه باربوسا
أندريه باربوسا هو لاعب كرة قدم سويسري، ولد في 27 أغسطس 2000 في زيورخ في سويسرا.

## وصلات خارجية
- أندريه باربوسا على موقع قاعدة بيانات كرة القدم.إي يو (الإنجليزية)
- أندريه باربوسا على موقع Soccerway.com (الإنجليزية)
- أندريه باربوسا على موقع عالم كرة القدم.نت (الإنجليزية)